# Pouilly (Oise)
Pouilly è un comune francese di 172 abitanti situato nel dipartimento dell'Oise della regione dell'Alta Francia.

## Società

### Evoluzione demografica
Abitanti censiti